# Copestylum alberlena
Copestylum alberlena är en tvåvingeart som beskrevs av Marcos-garcia och Perez-banon 2002. Copestylum alberlena ingår i släktet Copestylum och familjen blomflugor. Inga underarter finns listade i Catalogue of Life.